# Västerbergslags domsagas tingslag
Västerbergslags domsagas tingslag även Västerbergslags tingslag, var ett tingslag i Dalarna i Kopparbergs län. Tingslaget omfattade nuvarande Smedjebackens kommun samt delar av Ludvika kommun. Arealen mätte 2 076 km², varav land 1 883.
Tingslaget bildades 1907 genom sammanläggning av Söderbärke tingslag, Norrbärke tingslag och Grangärde tingslag. Tingslaget upplöstes 1971 och överfördes till Ludvika domsaga som 2001 uppgick i Falu domsaga. 
Tingslaget hörde till Västerbergslags domsaga som bildades 1902. Före 1904 benämndes domsagan dock Smedjebackens domsaga.

## Socknar
Tingslaget omfattade följande socknar:

Hörde före 1907 till Söderbärke tingslag
- Söderbärke socken
- Malingsbo socken

Hörde före 1907 till Norrbärke tingslag
- Norrbärke socken

Hörde före till Grangärde tingslag
- Grangärde socken
- Ludvika socken

samt
- Ludvika köping (1915-1918)
- Ludvika stad (1919-1970)
- Smedjebackens köping (1918-1970)

## Ingående kommuner (från 1952)
- Grangärde landskommun
- Ludvika landskommun; till 1963
- Ludvika stad
- Norrbärke landskommun; till 1967
- Smedjebackens köping
- Söderbärke landskommun